# Epitola katharinae
Epitola katharinae är en fjärilsart som beskrevs av Edward Bagnall Poulton 1929. Epitola katharinae ingår i släktet Epitola och familjen juvelvingar. Inga underarter finns listade i Catalogue of Life.